# Bayerische Regionaleisenbahn
Die Bayerische Regionaleisenbahn GmbH (BRE) ist ein Tochterunternehmen der Deutschen Regionaleisenbahn GmbH (DRE) mit Sitz in Schwarzenbach an der Saale, das seit 2004 überwiegend als Eisenbahninfrastrukturunternehmen tätig ist. Vorrangiges Ziel ist es, die Stilllegung und anschließende Entwidmung von Bahnstrecken in der Fläche zu verhindern. Dies geschieht entweder durch den Abschluss von Trassensicherungsverträgen mit dem bisherigen Eigentümer DB Netz oder durch Übernahme der Strecken mittels Pacht- oder Kaufvertrag.

## Strecken
Folgende Strecken mit einer Gesamtlänge von 83 Kilometern werden von der BRE in Bayern und seit 2012 auch in Sachsen-Anhalt betrieben:
- 5110/5111, früher KBS 819 (Ö), Obere Steigerwaldbahn, Bahnstrecken Strullendorf–Frensdorf und Frensdorf–Schlüsselfeld[2]
- 5843: Passau-Voglau–Hauzenberg (Granitbahn)
- 5844: Erlau–Obernzell (Untere Donautalbahn)[3]
- 5864: Maxhütte-Haidhof–Burglengenfeld (Zementbahn)
- 6814: Zeitz–Tröglitz–Meuselwitz (Zeitz–Altenburger Eisenbahn)
- 6855: Köthen–Aken (Elbe) (Köthen–Akener Bahn)

## Geschichte
Nachdem im März 2010 die Strecke Gochsheim–Kitzingen-Etwashausen (Unterfränkische Steigerwaldbahn) wegen Oberbaumängel gesperrt werden musste und die zuständige Aufsichtsbehörde Bezirk Mittelfranken der BRE eine bereits verlängerte Frist bis Ende April 2011 setzte, um die Strecke in einen sicheren Zustand zu versetzen, verhängte sie erstmals ein Zwangsgeld gegen den Streckenbetreiber. Dieser konnte die Befahrbarkeit erst Ende Mai 2011 wiederherstellen. Da jedoch die Einnahmen fehlten und Verhandlungen mit potentiellen Interessenten scheiterten, wurde die Strecke seit 2013 abschnittsweise stillgelegt. Nachdem das Bayerische Innenministerium Anfang Januar 2016 den Stilllegungsbescheid für die Gesamtstrecke erteilte, gab die BRE daraufhin am 10. Februar ihren Streckenteil an DB Netz zurück.
Am 26. Juli 2012 hat die BRE mit der sachsen-anhaltischen Bahnstrecke Köthen–Aken erstmals eine Strecke außerhalb Bayerns gepachtet. Es wird kein örtliches Personal eingesetzt, sodass die Bahnübergänge vom Zugpersonal gesichert werden müssen. Die Strecke wird im bedarfsweisen Güterverkehr zum Hafen Aken und für Sonderfahrten genutzt.
Nachdem die DRE am 12. April 2013 den Abschnitt Zeitz–Tröglitz der Zeitz–Altenburger Eisenbahn zur weiteren Bedienung des Chemie- und Industrieparks Zeitz in Pacht übernommen hat, wird dieser von der BRE als zweite Strecke in Sachsen-Anhalt betrieben. Bereits am 5. Juni wurde diese Strecke dadurch unbefahrbar, dass das Hochwasser 2013 zwei Pfeiler der Eisenbahnbrücke über die Flussauen der Weißen Elster stark beschädigte. Da infolgedessen drei Unternehmen im Chemie- und Industriepark nicht mehr bedient werden konnten, hat die BRE die bereits stillgelegte Strecke Tröglitz–Meuselwitz von DB-Netz übernommen. Nach einer kurzfristigen Instandsetzung konnte dieser Abschnitt wieder als Nebengleis des Bahnhofs Tröglitz in Betrieb genommen werden und am 28. Juni 2013 erreichte der erste Güterzug nach dem Hochwasser wieder den Chemie- und Industriepark aus Richtung Altenburg. Nach langwierigen Verhandlungen mit den Beteiligten erfolgte Mitte Dezember 2018 die Ausschreibung zur Erneuerung der Eisenbahnüberführung Elsterflutbrücke. Diese konnte schließlich Mitte 2020 fertiggestellt werden. Nach der Klärung sicherungstechnischer Fragen mit DB Netz hinsichtlich der Einbindung der Strecke in den Bahnhof Zeitz konnte diese am 1. März 2021 wieder eröffnet werden.
Am 29. Dezember 2014 kaufte die BRE die bisher gepachtete Bahnstrecke Passau-Voglau–Hauzenberg zusammen mit der Zweigstrecke Erlau–Obernzell. Nach Instandsetzungsarbeiten konnte der Abschnitt Passau-Voglau–Passau-Rosenau im August 2020 wieder in Betrieb genommen werden. Die daran anschließende drei Kilometer lange Strecke bis Passau-Lindau, die auf der Kräutelsteinbrücke die Donau überquert, wurde am 25. August 2023 wieder eröffnet.